# Schinkelbos
Het Schinkelbos is een aangelegd bos ten zuiden van het Amsterdamse Bos in de gemeente Aalsmeer. Het bos ligt ten zuiden van de Bosrandweg en wordt aan het westen en zuiden begrensd door de Ringvaart en de Mr.Jac.Takkade en aan de oostkant de Rietwijkeroordweg.
Het Schinkelbos is in 1999 aangelegd in de Schinkelpolder, waaraan het zijn naam ontleent, ten zuiden van de Bosrandweg. Het is aan te merken als een uitbreiding van het Amsterdamse Bos, maar kreeg toch zijn eigen naam. Het bos maakt samen met de in 2008 in de Zuidelijke Oeverlanden bij de Nieuwe Meer uitgevoerde maatregelen deel uit van de Groene AS, die een verbinding geeft tussen de groengebieden in de omgeving.
Het Schinkelbos bestaat uit zowel bos als grasland en gebieden met open water. Er is een doorgaand fietspad en er zijn wandel en natuurpaden. De natuur kan hier haar vrije gang gaan. Exmoor ponies en Schotse Hooglanders zijn uitgezet om het gras kort te houden. Het waterpeil is verhoogd en wordt beheerd in samenwerking met het Hoogheemraadschap van Rijnland.